# Gewässerstationierung
Die Gewässerstationierung ist eine Systematik für die Zuweisung von Daten und Informationen zu Fließgewässern, stehenden Gewässern und deren Einzugsgebieten in Deutschland. Sie basiert auf der Richtlinie für die Gebiets- und Gewässerverschlüsselung  der Länderarbeitsgemeinschaft Wasser (LAWA) aus dem Jahre 2005. Unter anderem finden die Gewässerkennzahlen und Fließgewässerkennziffern Anwendung. Die Stationierung eines Gewässers erfolgt in der Regel von der Mündung aus entgegen der Fließrichtung bis zur Quelle des Gewässers. Ziele sind unter anderem die Umsetzung der Wasserrahmenrichtlinie und der Hochwasserschutz.